# Lången (Fryele socken, Småland)
Lången är en sjö i Värnamo kommun i Småland och ingår i Lagans huvudavrinningsområde. Sjön är 18,4 meter djup, har en yta på 0,708 kvadratkilometer och befinner sig 170,2 meter över havet. Sjön avvattnas av vattendraget Jössbäcken. Vid provfiske har bland annat abborre, braxen, gers och gädda fångats i sjön.

## Delavrinningsområde
Lången ingår i det delavrinningsområde (634555-140223) som SMHI kallar för Utloppet av Lången. Medelhöjden är 194 meter över havet och ytan är 8,98 kvadratkilometer. Det finns inga delavrinningsområden uppströms utan avrinningsområdet är högsta punkten. Jössbäcken som avvattnar avrinningsområdet har biflödesordning 3, vilket innebär att vattnet flödar genom totalt 3 vattendrag innan det når havet efter 192 kilometer. Delavrinningsområdet består mestadels av skog (83 procent). Avrinningsområdet har 0,82 kvadratkilometer vattenytor vilket ger det en sjöprocent på 9,1 procent.

## Fisk
Vid provfiske har följande fisk fångats i sjön:
- Abborre
- Braxen
- Gärs
- Gädda
- Mört